# Cappie Pondexter
Cappie Pondexter (née le 7 janvier 1983 à Oceanside en Californie) est une joueuse américaine de basket-ball, évoluant au poste d'arrière.
Médaille d'or avec aux Jeux olympiques de Pekin en 2008, elle remporte le titre de la Women's National Basketball Association (WNBA) en 2007, remportant à titre individuel le titre de MVP des finales, et 2009 avec le Mercury de Phoenix.

## Biographie

### Débuts etHigh School
Née en Californie, elle grandit à Chicago. elle rejoint la John Marshall High School. Elle y connait ses premières récompenses, devenant la première joueuse à obtenir le titre de Miss Basketball de l'Illinois à deux occasions. Elle est également nommée Illinois Player of the Year by Gatorade and USA Today (joueuse de l'année de l'Illinois) en 2001. Lors de cette même année, elle est récompensée du titre de National Player of the Year (joueuse nationale de l'année) par la Women's Basketball Coaches Association. Durant les quatre années où elle évolue à John Marshall, elle fait du cinq de départ. Elle présente un bilan de 116 victoires pour 8 défaites, remportant trois titres du championnat public de Chicago, le titre de l'état de l'Illinois 1998 et dispute la finale de cette dernière compétition la saison suivante.

### Université

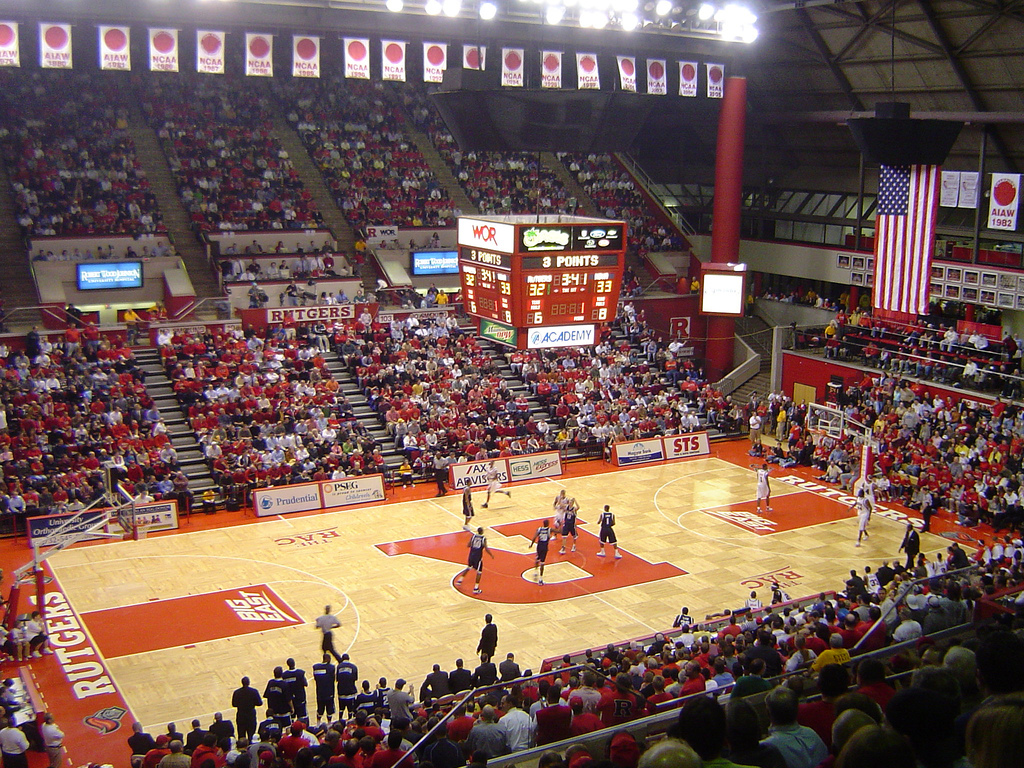
Louis Brown Athletic Center, salle où évoluent les Scarlet Knights de Rutgers.

Elle rejoint ensuite l'université Rutgers pour évoluer avec les Scarlet Knights de Rutgers qui joue en National Collegiate Athletic Association (NCAA) dans la Big East Conference. Pour sa première saison, elle termine avec le titre de débutante de cette conférence (Big East Rookie of the Year). Elle est également récompensée au niveau national par une All-America honorable mention. Lors de cette première saison, ses statistiques sont de 18,3 points, 5,1 rebonds, 4,9 passes et 1,8 interception. Rutgers, qui restait avec un bilan de 9 victoires et 20 défaites avant son arrivée, termine la saison avec 21 victoires et 8 défaites. Elle dispute trois autres saisons à Rutgers et elle remporte de nombreux trophées individuels : elle devient la première joueuse de la Big East à terminer ses quatre saisons universitaires dans le meilleur cinq de la conférence. Elle termine également dans le premier cinq du tournoi de la Big East lors de ces quatre années. Elle termine dans le troisième cinq All-America en 2005, puis dans le premier cinq l'année suivante. Durant ses années dans l'équipe, les Rutgers Scarlet Knights remportent deux titres de champion de la Big East Conference en 2005 et 2006 et dispute quatre tournois NCAA, atteignant l'Elite Eight (quart de finale) en 2005. Au total, elle remporte 97 victoires pour 22 défaites à Rutgers. Rutgers retire son maillot le 1er décembre 2016, la troisième Scarlet après June Olkowski et Sue Wicks pour celle qui est en carrière cumule 2 211 points, deuxième meilleure performance d'une joueuse de Rutgers. avec des moyennes de 18,3 points, 4,4 rebonds et 1,8 interception en 121 rencontres. Par les Scarlets, elle est troisième à l'adresse à trois points (42,6 %) et des trois seules joueuses de l'université à inscrire 40 points ou plus

### WNBA
Pour la draft WNBA 2006, elle est présentée par les spécialistes comme l'une des quatre principales joueuses, la favorite à la place de numéro un étant Seimone Augustus des Tigers de LSU, les deux autres joueuses étant la joueuse de Duke Monique Currie et la joueuse de Baylor Sophia Young. Comme prévu, le Lynx du Minnesota choisissent Seimone Augustus, Cappie Pondexter rejoignant la franchise de Mercury de Phoenix avec le deuxième rang de la draft.
Pour sa première saison en WNBA, elle débute dans le cinq majeur de sa nouvelle franchise lors des 32 rencontres de phase régulière qu'elle dispute. Elle termine au quatrième rang de la ligue au niveau des points avec 19,5. Avec 624 points, elle est la troisième joueuse rookie (débutante) à franchir la barre des 600 points inscrits en phase régulière, les deux autres étant Cynthia Cooper et Seimone Augustus qui détient le record avec 744, performance qu'elle réalise la même saison. Elle obtient une première nomination de joueuse de la semaine de sa conférence pour une performance de deux matchs consécutifs à 30 points ou plus, devenant la troisième joueuse de l'histoire de la ligue, après Cynthia Cooper et Sheryl Swoopes à le réaliser. Durant la deuxième de ces rencontres, elle devient avec Diana Taurasi la première paire de coéquipières à franchir toutes deux cette barre de 30 points lors d'un même match. Malgré son excellente saison, elle termine deuxième lors de l'élection de la WNBA Rookie of the Year derrière Seimone Augustus, qui avec une moyenne de 21,9, termine au second rang de la ligue au niveau des points, classement dominé par Diana Taurasi. Malgré deux joueuses dans le Top 5 du classement des marqueuses, Phoenix ne parvient pas à se qualifier pour les playoffs en terminant, avec un bilan de 18 victoires pour 16 défaites, au cinquième rang de la Conférence Ouest.
Sa moyenne de points diminue lors de la saison suivante, la marque de Phoenix étant principalement alimentée par deux du meilleur cinq de la saison (All-WNBA Team) Diana Taurasi et Penny Taylor. Sa moyenne de 17,2 points la place toutefois au huitième rang de la ligue. Elle occupe le dixième rang pour les passes avec 4 réussies par rencontre. Phoenix termine avec le meilleur bilan de la Conférence Ouest avec 23 victoires pour 11 défaites. Lors de ses deux premiers matchs, Pondexter inscrit respectivement 21 et 25 points lors d'une victoire deux à zéro lors de la demi-finale de Conférence face au Storm de Seattle. Lors du tour suivant, Phoenix l'emporte sur le même score, 102 à 100 puis 98 à 92, face aux Silver Stars de San Antonio. Lors de ces deux rencontres, Pondexter est la meilleure marqueuse de son équipe avec respectivement 26 et 33 points. En finale WNBA, les joueuses de Phoenix sont opposées à Detroit. La Franchise de l'Est remporte la première manche 108 à 100 à Phoenix, puis s'incline 98 à 70 à domicile. La troisième manche est nouveau remportée par Detroit, 88 à 83, avant que les joueuses du Mercury remportent les deux manches 77 à 76 puis 108 à 92. Les cinq manches de cette série sont remportées par l'équipe jouant à l'extérieur. Pondexter, qui inscrit respectivement 27, 18, 13, 26 et 26 points, est élue meilleure joueuse de la finale.
Bien que Phoenix possède dans son effectif les deux meilleures marqueuses de la saison WNBA 2008, Taurasi avec 24,1 devançant Pondexter 21,2 - ce qui établit la meilleure moyenne établie par une paire de joueuse dans l'histoire de la WNBA - , la franchise de l'Arizona ne parvient pas à se qualifier pour les playoffs après une sixième place de la Conférence Ouest. Pondexter termine au huitième rang des passeuses. Elle obtient une nouvelle nomination de joueuse de la semaine. Elle marque 20 points ou plus à 20 reprises, dont quatre à 30 points ou plus.
Lors de la saison WNBA 2009, Pondexter termine au quatrième rang des marqueuses, avec 19,1 points, et du classement des passeuses avec 5 passes par rencontres. Elle capte également 4,2 rebonds et compte 0,9 interception. Elle dépasse la barre des 2 000 en carrière, devenant la troisième de l'histoire du Mercury à franchir cette limite. Elle est nommée trois semaines consécutives « Player of the week » (joueuse de la semaine), une première dans l'histoire de la ligue. Elle obtient également sa première nomination dans la All-WNBA Team (premier cinq de la WNBA). Phoenix, avec 23 victoires pour 11 défaites, termine avec le meilleur bilan de la ligue. Le Mercury élimine les Silver Stars par deux victoires à une lors du premier tour, puis les Sparks de Los Angeles sur le même score lors de la finale de conférence. Pour sa troisième finale WNBA - Phoenix a perdu la saison WNBA 1998 face aux Comets de Houston puis remporté le titre en 2007 - la franchise de l'Arizona est opposée au Fever de l'Indiana. Phoenix remporte à domicile la première manche - 120 à 116 après prolongation - puis s'incline lors des deux rencontres suivantes - 93 à 84 puis 86 à 85. Phoenix parvient à égaliser après une victoire 90 à 77 à Indianapolis. Lors de la dernière rencontre, Phoenix l'emporte 94 à 86 avec 24 points, 4 rebonds et passes de Pondexter et 26 points, 6 rebonds et 4 passes de Diana Taurasi qui est élue MVP de la finale après avoir reçu celui de la saison régulière.
Désireuse de s'émanciper du leadership de Diana Taurasi, elle est transférée au Liberty de New York dans un échange à trois équipes, rejoignant l'ancienne entraîneuse de la sélection américaine de 2008 Anne Donovan. Durant la saison 2010, elle termine avec sa nouvelle franchise au deuxième rang de la conférence Est, avec un bilan de 22 victoires pour 12 défaites. Après une victoire deux à zéro face aux Mystics de Washington, les joueuses de New York s'inclinent sur le même score face à Atlanta en finale de conférence. Elle termine à cinq reprises joueuse de la semaine de la conférence Est et obtient le titre de joueuse du mois d'août de cette même conférence. Elle est de nouveau nommée dans le premier cinq de la WNBA, aux côtés de Lauren Jackson, Tamika Catchings, Sylvia Fowles et son ancienne coéquipière Diana Taurasi. Elle est également choisie dans le premier cinq défensif (WNBA All-Defensive First Team).
En février 2015, elle est échangée avec Epiphanny Prince et envoyée au Sky de Chicago. Elle est élue meilleure joueuse de la semaine du 7 au 13 juillet pour la première fois depuis fois depuis son arrivée à Chicago et la 14e fois de sa carrière avec 26.5 points avec 64,5 % de réussite aux tirs (dont 8 sur 9 à trois points) et 5,5 passes décisives durant cette période.
Agent libre, elle est signée par les Sparks de Los Angeles en février 2018 : « Être née en Californie et maintenant y finir ma carrière de basket-ball me donne la chair de poule ». Les Sparks rompent son contrat fin juin (moyennes de 3,6 points et 1,2 rebond), mais elle est aussitôt sollicitée par le Fever de l'Indiana qui est alors dernier au classement WNBA avec un seul succès en 15 rencontres. Elle annonce sa retraite en avril 2019 au terme de cette dernière saison avec le Fever.

### Étranger
Cappie Pondexter dispute sa première saison en Europe lors de la saison 2006-2007. Elle évolue en Turquie, avec l'équipe de Fenerbahçe qui dispute également la compétition la plus importante au niveau européen, l'Euroligue. Pour sa première saison dans cette compétition, elle termine au cinquième rang du classement des marqueuses avec une moyenne de 17,6. Ses autres statistiques sont 3,9 passes, huitième rang, et 3,3 rebonds. Le club atteint les quarts de finale de la compétition, échouant à ce niveau face au club espagnol de Ros Casares Valence en trois manches. Ros Casares remporte le match décisif de la série 82 à 80 à Istanbul. Lors du deuxième All-Star Game de cette compétition, elle reçoit le titre de MVP pour les 17 points, dont cinq tirs à trois points, qui aident à la victoire de l'équipe du « reste du monde » face à une sélection européenne sur le score de 93 à 80. Dans les compétitions turques, elle remporte le championnat de Turquie. Elle termine avec le titre de MVP du All-Star Game de la ligue turque.
Elle dispute une deuxième saison dans le club turc. Lors de la campagne européenne, elle termine avec une moyenne de 22,1 points, deuxième moyenne de la compétition derrière l'Australienne Lauren Jackson. Elle délivre également 3,4 passes et capte 3,1 rebonds. Pour la deuxième année consécutive, Fenerbahce échoue en quart de finale en raison d'une défaite deux à zéro face au club français de Bourges. Elle dispute de nouveau le All-Star Game de la compétition, rencontre où elle inscrit 24 points, capte 2 rebonds et délivre 2 passes. Le club turc remporte une nouvelle fois le championnat national.
Elle rejoint le club russe de UMMC Ekaterinburg pour sa troisième saison en Europe. Dans l'un des clubs les plus importants en Europe où tous les postes sont doublés, la gestion de la marque est partagée entre de nombreuses joueuses et sa moyenne de point est désormais de 12,1 points. Elle délivre 4,3 passes, soit le sixième rang de la compétition, et capte 4,1 rebonds. Après une phase régulière terminée avec un bilan de neuf victoires pour une défaite, le club de Pondexter élimine le TEO Vilnius puis son ancien club de Fenerbahce pour rejoindre le Final Four de la compétition. Lors de celui-ci, les deux clubs encore en compétition sont opposés l'un à l'autre pour une raison de règlement. Le Spartak région de Moscou, double tenant du titre de l'Euroligue, l'emporte 83 à 74 en s'appuyant sur les 33 points de Diana Taurasi. Lors de cette rencontre, Pondexter n'inscrit que 10 points mais capte 8 rebonds et délivre 1 passe. Ekaterinburg prend ensuite sa revanche sur son rival russe en remportant la Superligue sur le score de 70 à 68.
Lors de la saison 2009-2010, Pondexter évolue de nouveau avec le club russe de Ekaterinburg. Celui-ci atteint de nouveau le Final Four en ne concédant qu'une seule défaite - lors du premier tour - Galatasaray et Good Angels Košice s'inclinant ensuite à chaque fois sur le score de deux à zéro. Comme la saison précédente, son adversaire en demi-finale est le Spartak qui voit de nouveau sa joueuse vedette Taurasi régner sur la rencontre avec 37 points, les statistiques de Pondexter étant de 16 points, 4 rebonds et 1 passe. Comme la saison précédente, Ekaterinburg remporte le titre en Russie en l'emportant 70 à 62 puis 73 à 67.
Elle évolue de nouveau sous le maillot d'Ekaterinburg lors de la saison 2010-2011. Après deux défaites dans la première phase de l'Euroligue, face à l'équipe turque de Fenerbahçe SK, qui a reçu des renforts importants avec Diana Taurasi et Hana Horakova, puis avoir éliminé le club espagnol de Rivas Ecópolis et les Italiennes de Taranto Cras Basket, le club d'Ekaterinburg retrouve une nouvelle fois le Spartak en demi-finale. Mais les joueuses d'Ekaterinburg sont les favorites de cette demi-finale, car elles évoluent à domicile pour ce Final Four et se présentent également invaincues lors de la phase régulière du championnat de Russie. Toutefois, comme les années précédentes, c'est le Spartak qui obtient le droit de disputer la finale en s'imposant sur le score de 54 à 43. Pondexter réussit 8 points, 3 rebonds, 1 passe et 3 interceptions en 39 minutes durant cette rencontre. Sur l'ensemble de la saison européenne, elle dispute 16 rencontres et présente des statistiques de 12,5 points, 3,8 rebonds, 3,4 passes, 1 interception en 31 minutes 6. Ekaterinburg termine le championnat russe en terminant invaincu, avec en particulier trois victoires en trois rencontres en finale face au Spartak. Lors de la dernière rencontre, remportée 75 à 70, Pondexter inscrit 15 points, capte 2 rebonds et délivre 2 passes.
Après le retour de blessure de Sue Bird, elle quitte le club russe d'UMMC Ekaterinbourg en décembre 2011, après seulement trois mois de présence, pour rejoindre le club turc de Fenerbahçe.
Lors de la saison 2012-2013, elle atteint avec Fenerbahçe la finale de l'Euroligue, s'inclinant sur le score de 82 à 56 face à son ancien club de UMMC Iekaterinbourg. Lors de cette rencontre, elle n'inscrit qu'un seul point avec aucun tir réussi sur 14, réalisant par ailleurs cinq rebonds et quatre passes.
En octobre 2014, elle fait ses débuts en Australie aux Dandenong Rangers, où elle remplace Monica Wright forfait car blessée quelques semaines plus tôt. En Australie, ses statistiques sont de 17,0 points, 5,5 rebonds et 4,0 passes décisives par rencontre. Pour 2015-2016, elle signe avec le club turc qualifié pour l'Eurocoupe de Beşiktaş JK, dans un pays qu'elle connaît bien pour y avoir déjà joué plusieurs saisons.

### Sélections
Elle fait ses premiers pas avec la sélection américaine dans les sélections de jeune. Elle dispute ainsi en 2000 le championnat pré-qualificatif a Championnat du monde juniors 2001. Lors de ce mondial, les Américaines terminent à la troisième place. L'année suivante, les Américaines remportent à Ribeirão Preto au Brésil le FIBA Americas U20 (tournoi des Amériques des 20 ans et moins). Comme lors de ce dernier tournoi, elle occupe un poste de cocapitaine au sein de l'équipe des 21 ans et moins qui remporte le Championnat du monde 2003 devant le Brésil et la France. Elle continue d'assumer des responsabilités au sein des équipes de jeunes en étant de nouveau cocapitaine lors des jeux mondiaux universitaires 2005, compétition où elle présente des statistiques de 8,9 points, 3,7 rebonds et 3,29 passes.
L'année suivante, elle intègre le groupe de l'équipe des États-Unis en disputant le Opals World Challenge en Australie. Elle participe à la préparation des Américaines pour le mondial 2006, compétition où les Américaines terminent à la troisième place. Elle est ensuite nommée dans le groupe de joueuses amenées à disputer les compétitions de 2007 et 2008. Elle remporte le championnat des Amériques 2007 ce qui octroie une place pour les Jeux olympiques 2008. Les Américaines dominent aisément cette compétition, Avant la demi-finale face aux Russes, les joueuses américaines remportent leurs rencontres par plus de 30 points. Les Russes s'inclinent de 15 points. La finale attendue face aux championnes du monde australiennes ne répond pas aux attentes, les Américaines dominant la partie pour l'emporter 92 à 65. Pondexter dispute les huit rencontres avec des statistiques de 6,4 points, 0,9 rebond et 2,12 passes.
Le titre olympique offre une place automatique aux Américaines pour le mondial 2010 disputé en République tchèque. Pondexter est choisie en 2009 pour figurer dans le groupe des joueuses destinées à aller jusqu'aux jeux de Londres. Toutefois, elle n'est finalement pas retenue pour le mondial 2010. Team USA justifie tout d'abord cette absence par une blessure de la joueuse. Celle-ci dément peu après, expliquant cette absence par un choix personnel. Son absence est expliquée par les médias américains par sa présence à la fashion week de New York alors que Team USA et son entraîneur Geno Auriemma s'attendaient à ce quelle rejoigne directement la préparation américaine après les playoffs de la WNBA. Selon ces mêmes médias, la joueuse auraient déjà déclaré dans le passé : « You know, I am really committed to a future in fashion, and I feel it was more important long-term for me to go to Fashion Week than to practice with Team USA. » (Vous savez, je suis vraiment intéressée par un futur dans la mode, et je sens qu'il est plus important pour moi à long terme d'aller à la Fashion Week que de m'entraîner avec le Team USA).

## Carrière
NCAA
- 2002-2006 : Scarlet Knights de Rutgers

Carrière en Europe
- 2006-2008 :  Fenerbahçe SK
- 2008-2011 :  UMMC Ekaterinbourg
- 2012-2014 :  Fenerbahçe SK
- 2014-2015 :  Dandenong Rangers
- 2015- :  Beşiktaş JK

### WNBA
- 2006-2009: Mercury de Phoenix
- 2010-2014 : Liberty de New York
- 2015-2017 : Sky de Chicago
- 2018 : Sparks de Los Angeles
- 2018 : Fever de l'Indiana

## Palmarès

### Clubs
- Championne WNBA 2007, 2009
- Superligue russe 2009, 2010, 2011
- Vainqueur de la Coupe de Russie 2009, 2010
- Championne de Turquie 2007, 2008 et 2013[43]
- Finaliste de l'Euroligue[36]

### Sélection nationale
- Jeux olympiques d'été
  -  Médaille d'or aux Jeux olympiques de 2008 à Pékin,  Chine
- championnat des Amériques
  -  Médaille d'or au championnat des Amériques 2007
- Autres 
  - Médaille d'or au championnat du monde universitaire 2005
  - Médaille d'or au championnat du monde espoir 2003
  - Médaille d'or au tournoi des Amériques des 20 ans et moins 2002
  - Médaille de bronze au Championnat du monde juniors 2001

### Distinctions personnelles
- MVP du All Star Game de l'Euroligue 2007
- Choisie en 2e position lors de la Draft WNBA 2006 par le Mercury de Phoenix
- MVP des finales en 2007[44]
- Participation au WNBA All-Star Game 2006, 2007, 2009, 2011, 2013, 2014[45] et 2015[46].
- WNBA All-Rookie Team 2006 [47]
- Élue dans le WNBA All-Defensive First Team (meilleur cinq défensif) en 2010
- Meilleures joueuses des 15 ans de la WNBA[48]
- Sélection USA pour de la rencontre The Stars at the Sun en 2010[49]
- Sélection des meilleures joueuses des 20 ans de la WNBA[50]
- Meilleur cinq défensif de la WNBA 2010
- Meilleur cinq de la WNBA (2009, 2010, 2012)
- Second meilleur cinq de la WNBA (2011[51])